# Diakaria Koulibaly
Pour les articles homonymes, voir Koulibaly.
Diakaria Koulibaly né le 11 décembre 1976 à Mandiana (république de Guinée), est un homme politique guinéen.
Il était le ministre chargé des hydrocarbures, nommé par décret présidentiel le 26 mai 2018.

## Biographie et études
Né à Mandiana, il fait ses études en Guinée et est titulaire d’une Maîtrise en économie finances en 1998 de l’Université Gamal Abdel Nasser de Conakry.

## Parcours professionnel
Diakaria Koulibaly a occupé plusieurs fonctions au sein de l’administration guinéenne, notamment dans le secteur pétrolier.
De juin 1999 à septembre 2001, il est contrôleur de gestion à la Société Guinéenne d’Électricité (SOGEL), actuelle Électricité de Guinée (EDG). Responsable comptabilité générale entre octobre 2001 à septembre 2006 puis contrôleur de Gestion de 2006 à janvier 2011 chez Total Guinée filiale du groupe pétrolier français Total.
De mars 2014 à juin 2014, il est conseiller du Ministre du Commerce chargé du secteur pétrolier puis directeur général de l’Office National des Pétroles (ONAP).
De juillet 2014 à décembre 2015, il est directeur national des produits pétroliers et dérivés (DNPPD) au ministère du Commerce et de janvier 2016 au 29 août 2018 directeur général de l’Office National des Pétroles (ONAP) .
Il est le Ministre chargé des Hydrocarbures, nommé par décret présidentiel le 26 mai 2018.

## Arrestation
Diakaria Koulibaly est mis sous mandat de dépôt à Maison centrale de Conakry le 6 avril 2022 après trois jours d’interrogatoire par la cour de répression des infractions économiques et financières, qui lui poursuivis pour des faits présumés d'enrichissement illicite et de détournements de deniers publics,.
Le 20 avril 2022, il sort de prison et mis sous contrôle judiciaire jusqu'au procès.